# À l’ombre
«À l’ombre» (рус. «В тени») — песня французской певицы Милен Фармер. Композиция стала первым синглом с альбома Monkey Me. Начало ротации на радиостанциях 22 октября 2012 года, одновременно с этим появилась в продаже в магазинах цифровой музыки и сразу же заняла первую строчку в топе цифровых продаж. Музыка написана Лораном Бутонна, слова — Милен Фармер.

## Авторы
- Лирика : Mylène Farmer
- Музыка : Laurent Boutonnat
- Фотограф : Nathalie Delépine
- Дизайн обложки : Henry Neu

## Клип
Музыкальное видео на сингл было снято Лораном Бутонна в соавторстве с известным французским скульптором Оливье де Сагазаном. По сведениям, художник согласился принять участие в съёмках только с условием того, что певица лично будет принимать участие в его художественном перфомансе. В результате чего, зритель может видеть певицу, лицо которой вымазано толстым слоем глины. Хореографом клипа выступил Franck Desplanches. Клип был показан впервые субботу, 1 декабря 2012 на TF1. В-целом, критиками клип был принят благожелательно, хотя и отмечалось схожесть видеоряда с некоторыми предыдущими работами Бутонна.

## Форматы и трек-листы
Здесь представлены форматы и трек-листы сингла "À l’ombre":
- CD single[4]

| №  | Название                     | Длительность |
| -- | ---------------------------- | ------------ |
| 1. | «À l'ombre» (single version) | 4:51         |
| 2. | «À l'ombre» (instrumental)   | 4:48         |

- CD maxi 1

| №  | Название                                      | Длительность |
| -- | --------------------------------------------- | ------------ |
| 1. | «À l'ombre» (single version)                  | 4:51         |
| 2. | «À l'ombre» (Offer Nissim club remix)         | 7:31         |
| 3. | «À l'ombre» (TYP remix club)                  | 7:00         |
| 4. | «À l'ombre» (Guéna LG new chords radio remix) | 3:49         |

- CD maxi 2

| №  | Название                             | Длительность |
| -- | ------------------------------------ | ------------ |
| 1. | «À l'ombre» (single version)         | 4:51         |
| 2. | «À l'ombre» (Guéna LG remix)         | 7:00         |
| 3. | «À l'ombre» (Tony Romera club remix) | 6:00         |
| 4. | «À l'ombre» (instrumental)           | 4:48         |

- 12" maxi

| №  | Название                              | Длительность |
| -- | ------------------------------------- | ------------ |
| 1. | «À l'ombre» (Tony Romera club remix)  |              |
| 2. | «À l'ombre» (Guéna LG remix)          |              |
| 3. | «À l'ombre» (Offer Nissim club remix) |              |
| 4. | «À l'ombre» (TYP remix club)          |              |
| 5. | «À l'ombre» (single version)          |              |

- CD single – Promo

| №  | Название                 | Длительность |
| -- | ------------------------ | ------------ |
| 1. | «À l'ombre» (radio edit) | 4:45         |

- CD maxi – Promo - Remixes

| №  | Название                                      | Длительность |
| -- | --------------------------------------------- | ------------ |
| 1. | «À l'ombre» (TYP pemix club)                  | 7:00         |
| 2. | «À l'ombre» (Tony Romera club remix)          | 6:00         |
| 3. | «À l'ombre» (Offer Nissim club remix)         | 7:13         |
| 4. | «À l'ombre» (Guena LG remix)                  | 7:59         |
| 5. | «À l'ombre» (TYP remix - radio version)       | 4:20         |
| 6. | «À l'ombre» (Tony Romera radio remix)         | 3:26         |
| 7. | «À l'ombre» (Offer Nissim radio remix)        | 4:12         |
| 8. | «À l'ombre» (Guena LG new chords radio remix) | 3:49         |

- Цифровая загрузка[5][6][7]

| №  | Название                                      | Длительность |
| -- | --------------------------------------------- | ------------ |
| 1. | «À l'ombre» (single version)                  | 4:50         |
| 2. | «À l'ombre» (Offer Nissim club remix)         | 7:14         |
| 3. | «À l'ombre» (TYP remix club)                  | 7:01         |
| 4. | «À l'ombre» (Guena LG new chords radio remix) | 3:48         |
| 5. | «À l'ombre» (Guena LG remix)                  | 7:59         |
| 6. | «À l'ombre» (Tony Romera club remix)          | 6:59         |
| 7. | «À l'ombre» (Instrumental)                    | 4:48         |

## Продажи
| Год  | Название    | Дата релиза                                          | Продажи | Сертификация | Сертификация | Высшая позиция | Высшая позиция | Высшая позиция |
| ---- | ----------- | ---------------------------------------------------- | ------- | ------------ | ------------ | -------------- | -------------- | -------------- |
| Год  | Название    | Дата релиза                                          | Продажи | Франция      | (WA)         | Франция        | (WA)           | Швейцария      |
| 2012 | "À l'ombre" | 22 октября 2012 (digital) 26 ноября 2012 (CD, винил) | 45,000  | —            | —            | 1              | 3              | —              |

## Позиции в чартах
| Чарт                          | Высшее место |
| ----------------------------- | ------------ |
| Франция (SNEP)                | 1            |
| (Wallonie) Classement airplay | 20           |
| (Wallonie) Dance Chart        | 21           |